# Francisco Pacheco (poeta)
Francisco Pacheco (Jerez de la Frontera, 1535-Sevilla, 1599) fue un humanista y erudito, así como poeta y epigrafista en latín y en castellano, del Renacimiento español, autor de la mayor parte de los programas iconográficos de la Catedral de Sevilla durante el último cuarto del siglo XVI. A menudo es confundido con su sobrino del mismo nombre, el pintor Francisco Pacheco, maestro y suegro de Diego Velázquez.

## Biografía
Nació en Jerez de la Frontera, en una familia de clase media procedente del norte de España. Debió de trasladarse muy joven a Sevilla, en donde transcurriría toda su vida. Estudió Artes y Teología en el Colegio-Universidad de Santa María de Jesús, y en 1565, siendo ya licenciado, obtuvo una capellanía en la Capilla de San Pedro de la Catedral. En sus años de juventud participó activamente en los efervescentes ambientes poéticos de la ciudad, como reflejan dos mordaces obras suyas de esa época: su Macarronea (1565), y la Sátira contra la mala poesía (1569). A esos años debe de remontar su amistad con Fernando de Herrera y su círculo de poetas y humanistas (Francisco de Medina, que se plasmaría en las Obras de Garcilaso de la Vega con anotaciones de Fernando de Herrera (1580), volumen en el que participarían todos ellos.
Su habilidad como poeta y humanista le valió el patrocinio del prior Pedro Vélez de Guevara, canónigo doctoral de la Catedral, y le abrió las puertas a su ascenso social; así, en 1568 el Cabildo selecciona un epígrafe suyo como inscripción conmemorativa de la Giralda y lo elige para ordenar la magnífica Biblioteca Capitular, en 1570 colabora con Juan de Mal Lara en el programa iconográfico representado en Sevilla con motivo de la visita de Felipe II (Recibimiento que hizo la muy noble y muy leal ciudad de Sevilla a la C. R. M. del rey D. Felipe N. S [Sevilla 1570]), y en 1571 es nombrado capellán de la Capilla Real, institución dependiente de la Corona. De la mano de Vélez de Guevara entró además en el círculo de humanistas más selecto de la ciudad, integrado por varones como Benito Arias Montano, Luciano de Negrón o Francisco de Medina, con quienes entablaría profunda amistad.
En los años setenta, tras un grave tropiezo con el Cabildo eclesiástico, al ser acusado de sustraer libros de la Biblioteca Capitular y desposeído de la capellanía de San Pedro, se recluyó en la composición de la mayor parte de su poesía latina, en la que sobresalen sus Sermones sobre la libertad del espíritu (ca. 1573), teñidos de estoicismo y desengaño. Su actividad pública se limitó esos años a obras públicas emprendidas por el Ayuntamiento, como las inscripciones de la Alameda de Hércules (1574) y la “Puerta de la Carne (1577), hasta que a finales de la década recupera el favor del Cabildo, que a partir de entonces fía a su ingenio, uno tras otro, sus mejores programas iconográficos: el túmulo por la apertura de la nueva Capilla Real (1579), las Salas Capitulares (1579), la Custodia Mayor (1580-1988) y el fastuoso túmulo de Felipe II (1598). En los ochenta y noventa, de la mano del nuevo arzobispo, Rodrigo de Castro (1581-1600), alcanzó las más altas dignidades: administrador del Hospital del Cardenal (1583), canónigo (1592), capellán mayor de la Capilla Real (1597). En estos años se trajo consigo a Sevilla a su sobrino Francisco Pacheco (Sanlúcar de Barrameda, 1564 – Sevilla, 1644), a quien introdujo en su selecto círculo de humanistas, y realizó informes para la censura de libros por encargo de la Inquisición. Murió el 10 de octubre de 1599.

## Celebridad
Los contemporáneos aclamaron a Pacheco por su calidad humana: Alonso Morgado (1587) destaca su “vida inculpable”; Arias Montano, cuando le dedica el comentario de uno de los Salmos de David (1605), resalta la imperturbabilidad y ecuanimidad de su ánimo, y su honradez; Espinosa de los Monteros (1635) lo llama “santo,” reputación que perdura en Nicolás Antonio (1670). Pero los elogios más apasionados son los que lo celebran como el más grande de los sabios de su tiempo en Sevilla: “todo cuanto se puede saber, sabe”, afirmaba Juan de Barahona y Padilla (†1589); “profundo ingenio con saber profundo, / luz y claro esplendor del sacro monte, / ejemplar de las ciencias sin segundo” lo llamaba Vicente Espinel (Diversas rimas, Madrid 1591); el también erudito, de la generación posterior, Porras de la Cámara, en un elogio manuscrito, proclamaba que “no hubo en su tiempo capacidad de ingenio que pudiese abarcar la del suyo, ni saber por mayor ni implícitamente lo que Francisco Pacheco explícita y perfectamente supo”. Sin embargo, su fama, debido a factores como su preferencia, como poeta, del latín, el carácter anónimo y con frecuencia efímero de sus creaciones iconográficas, y el estado inédito en que quedó casi toda su producción, comenzó a apagarse poco a poco, cayendo lentamente en el olvido, del que lo ha rescatado el reciente renacer de los estudios sobre el humanismo español.

## Obra
Sus obras pueden clasificarse en cuatro apartados:
I. Tratados de erudición, obras eclesiásticas e informes.
-Catálogo de los Arzobispos de Sevilla y primado de las Españas (manuscrito).
-Officia propria Sanctorum Hispalensis Ecclesiae et Diocesis (Sevilla, ca. 1590 [?]; reimpresiones en Sevilla 1679, Amberes 1720, Sevilla 1751). Fijó la liturgia de los santos sevillanos hasta la actualidad. Incluye himnos originales a los santos Isidoro, Hermenegildo y Justa y Rufina.
II. Programas iconográficos.
-El del túmulo erigido en la Capilla Real nueva con ocasión de su apertura el 13 de junio de 1579.
-El de las Salas Capitulares de la Catedral de Sevilla (1579).
-El de la Custodia Mayor de la Catedral, labrada por Juan de Arfe entre 1580 y 1587.
-El del túmulo erigido en la Capilla Real en las exequias de la Reina Ana de Austria (1580).
-El del túmulo de Felipe II en la Catedral (1598).
III. Inscripciones. Aparte de las que integran sus programas iconográficos, Pacheco compuso las siguientes:
-El epígrafe conmemorativo de la Giralda, aún visible en su cara Norte.
-La existente al pie de la imagen de san Cristóbal en la Catedral de Sevilla, pintada en 1584 por Mateo Pérez de Alesio.
-Las de la Alameda de Hércules (1574).
-Las de la Puerta de la Carne de Sevilla (1577), demolida en 1864.
IV. Poemas. Pacheco compuso numerosos poemas latinos, la mayoría en hexámetros dactílicos, en metros líricos y en dísticos elegíacos, teniendo como modelos predominantes a Virgilio y Horacio. Tanto por su calidad técnica como por el poderoso espíritu que los anima han de contarse entre lo mejor de la poesía latina hispana. Casi todos quedaron inéditos. Destacan los siguientes:
-La Macarronea del licenciado Pacheco hecha el año de sesenta y cinco (636 versos endecasílabos macarrónicos). Es el relato burlesco de una aventura de tres frailes con tres prostitutas una noche de Navidad. Vierte críticas contra la Iglesia, contra instituciones de enseñanza y maestros, y contra los malos poetas.
-La Sátira apologética en defensa del divino Dueñas o Sátira contra la mala poesía (1569). Único poema conservado en castellano (706 endecasílabos en tercetos encadenados). Critica la proliferación de poetas en Sevilla, las modas literarias (novelas de caballerías, petrarquismo, bucolismo, romances moriscos), las injusticias sociales, la Iglesia.
-Los De constituenda animi libertate ad bene beateque uiuendum sermones duo (“Sermones sobre la instauración de la libertad del espíritu para vivir recta y felizmente”; ca. 1573). Son dos epístolas horacianas (717 hexámetros) de tono neoestoico. Critican amargamente los males del siglo (injusticias sociales, miseria, guerras, soberbia de los poderosos, falta de espiritualidad del alto clero) y proponen el retiro a la Peña de Aracena, a cultivar las letras, la erudición, la amistad y la espiritualidad.
-Del resto de poemas cabe destacar ocho composiciones petrarquistas en latín a una dama llamada Isabel, cuatro paráfrasis de salmos, el In Garsiae Lassi laudem genethliacon ("Genetlíaco en alabanza de Garcilaso") publicado como preliminar en las Anotaciones de Herrera, un poema épico In effigiem Io. Austrii (“A una efigie de Juan de Austria”) llamando a la lucha contra el Turco y un poema celebrativo de la llegada a Sevilla de unas reliquias de san Hermenegildo (ed. y estudio: Pozuelo 2011), así como otros poemas dirigidos a personajes del entorno como Fernando de Herrera, Pedro Vélez de Guevara, Luciano de Negrón o Jerónimo de Carranza.